# Unforeseen Incidents
Unforeseen Incidents est un jeu vidéo d'aventure en pointer-et-cliquer édité par Application Systems Heidelberg et développé par Backwoods Entertainment. Il est sorti le 24 mai 2018 sur PC.

## Système de jeu
Unforeseen Incidents est un jeu d'aventure de type point and click qui met en scène Harper Pendrell, un homme simple, bricoleur, qui aime aider les gens. L’action se déroule dans une ville assaillit par un virus mortel qui oblige ses habitants à se mettre en quarantaine. À travers quatre chapitres, le joueur est amené à visiter différents endroits et à interagir avec divers personnages qui demanderont au joueur d’effectuer des tâches pour eux. En outre, le joueur peut récupérer ou combiner divers objets.